# 서오릉
서오릉(西五陵)은 대한민국 경기도 고양시 덕양구 용두동에 있는 조선왕실의 왕릉군이다. 서오릉이라는 명칭은 서쪽에 있는 5기의 능이라는 뜻으로 경릉(敬陵)·창릉(昌陵)·익릉(翼陵)·명릉(明陵)·홍릉(弘陵)의 다섯 능을 말하며, 그밖에 순창원(順昌園)과 수경원(綏慶園), 대빈묘(大嬪墓)도 있다. 1970년 5월 26일 대한민국의 사적 제198호로 지정되었으며 2009년에 조선왕릉으로 유네스코 세계 문화 유산에 등재되었다.

## 개요
서오릉(西五陵)은 동구릉(東九陵) 다음으로 규모가 큰 조선왕실의 왕릉군으로, 5기의 능으로 구성되어 있다. 1457년(세조 3) 세조의 장자 의경세자(덕종)의 묘(현 경릉)를 처음으로 만든 이후 의경세자가 덕종으로 추존되면서 경릉(敬陵)이라고 개명하고, 덕종의 비 소혜왕후가 훗날 경릉에 같이 안장된다. 이후 8대 예종과 계비 안순왕후의 창릉(昌陵), 19대 숙종의 원비인 인경왕후의 익릉(翼陵), 숙종과 제1계비 인현왕후·제2계비 인원왕후의 명릉(明陵), 21대 영조의 원비인 정성왕후의 홍릉(弘陵)이 차례로 조영되었다.
조선왕실의 무덤은 묻힌 사람의 신분에 따라 왕과 왕비의 무덤은 ‘능(陵)’, 왕의 생모·왕세자·빈의 무덤은 ‘원(園)’, 대군·공주 등의 무덤은 ‘묘(墓)’로 구분되어 불렸다. 서오릉에는 5기의 능 이외에도 조선왕조 최초의 ‘원’인 명종의 장자 순회세자의 묘 순창원(順昌園), 21대 영조의 후궁으로 사도세자(장조)의 어머니인 영빈이씨의 묘 수경원(綏慶園), 19대 숙종의 후궁이자 20대 경종의 어머니인 희빈 장씨의 묘 대빈묘(大嬪墓)가 들어서 있다.
경릉은 동원이강(東原異岡)의 형식이다. 능침의 배치는 왕이 우측에, 왕비가 좌측에 모셔지는 것이 일반적이지만 경릉은 왼편에 왕릉이, 오른편에 왕비릉이 있다. 경릉의 왕비릉은 능제가 왕릉의 형식을 갖춘데 비하여 왕릉은 상대적으로 간소하다. 이는 덕종이 세자에 있을 때 죽었기 때문이고, 소혜왕후는 덕종의 추존에 따라 대비에 책봉된 후 죽었기 때문이다.
창릉은 서오릉의 영역 내 왕릉으로 조영된 최초의 능이다. 능침에 병풍석을 세우지는 않았으나 봉분 주위에 난간석을 두르고 있다. 석물 배치는 일반 왕릉과 같고, 양쪽 능침 아래 중간에 정자각과 홍살문을 잇는 축의 양 옆으로 수라간, 수복방 등이 대칭하여 배치되어 있다.
익릉의 봉분은 병풍석은 생략하고 난간석을 둘렀으며, 다른 왕릉과는 조금 다르게 석주가 아닌 동자석 상단부에 십이간지를 글자로 새겨 놓았다. 정자각은 능침 언덕 아래에 있다. 현종의 숭릉 정자각과 같이 당시 유행하던 익랑이 딸려 있다. 정자각과 홍살문 사이의 향어로는 직선으로 경사가 졌으며, 중간에 계단을 두어 지형에 맞춰 설치하였다.
명릉은 숙종과 인현왕후의 능이 쌍릉으로 나란히 조영되고, 인원왕후의 능은 다른 편 언덕에 단릉 형식으로 모셔져 동원이강의 배치를 보이고 있다. 명릉은 일반적인 왕릉과 달리 명릉에서 가장 낮은 서열의 인원왕후의 능이 가장 높은 자리인 오른쪽 언덕에 모셔져 있다. 명릉은 숙종의 명에 의해 능역에 드는 인력과 경비를 절감하여 부장품을 줄이고 석물 치수도 실물 크기에 가깝게 하는 등 간소한 제도로 조영되었다.
홍릉은 영조의 첫 번째 비인 정성왕후의 능이다. 영조는 정성왕후의 능지를 정하면서 장차 함께 묻히고자 왕비의 능 오른쪽에 자리를 비워두고 능의 석물 등을 쌍릉의 형식에 맞추어 배치하였다. 그러나 영조의 능은 정순왕후와 함께 동구릉에 자리 잡게 되었고, 홍릉의 오른 편은 현재 빈 상태로 석물만 쌍릉 양식으로 남아 있다. 홍릉의 봉분에는 병풍석은 없으나 난간석이 설치되어 있다. 기본적으로 숙종의 명릉 형식을 따르고 있으며 『국조속오례의(國朝續五禮儀)』와 『국조상례보편(國朝喪禮補編)』의 제도가 잘 반영되어 있다.

## 왕릉
- 경릉(敬陵)은 조선 추존왕 덕종(德宗)과 정비 소혜왕후(昭惠王后) 한씨(인수대비)의 능이다. 덕종은 세조의 맏아들이자, 성종의 아버지이며, 소혜왕후 한씨는 성종의 어머니이다.
- 창릉(昌陵)은 조선 제8대 왕 예종(睿宗)과 계비 안순왕후(安順王后) 한씨의 능이다.
- 익릉(翼陵)은 조선 제19대 왕 숙종의 정비 인경왕후(仁敬王后) 김씨의 능이다.
- 명릉(明陵)은 조선 제19대 왕 숙종(肅宗)과 계비 인현왕후(仁顯王后) 민씨, 제2계비 인원왕후(仁元王后) 김씨의 능이다.
- 홍릉(弘陵)은 조선 제21대 왕 영조의 정비 정성왕후(貞聖王后) 서씨의 능이다.

## 원(원소)과 묘
- 순창원(順昌園)은 명종의 맏아들 순회세자(順懷世子)와 공회빈 윤씨의 묘이다.
- 수경원(綏慶園)은 영조의 후궁 영빈 이씨의 묘이다. 원래 경기도 고양군의 옛 연희궁 자리(현재의 서울특별시 신촌동)에 위치하였으나 1970년에 현재 위치로 옮겨졌다.[1]
- 대빈묘(大嬪墓)는 숙종의 후궁 희빈 장씨의 묘이다. 원래 경기도 광주군 오포면 문형리에 위치하였으나 1969년에 현재 위치로 옮겨졌다.[2]

## 사진

조선왕릉 세계유산기념비 서오릉
익릉

## 같이 보기
- 조선왕릉
- 서삼릉
- 동구릉
- 파주삼릉

## 참고 자료
- 문화재청 조선왕릉 - 고양 서오릉
- 서오릉 - 국가유산청 국가유산포털